# کامیگوئین
کامیگوئین (Camiguin) یکی از استان‌های کشور فیلیپین است. این استان بخشی از جزیرهٔ میندانائو به شمار می‌رود.
مرکز این استان شهر مامباجائو Mambajao است. جمعیت آن هفتاد و چهار هزار نفر است. مساحت این استان دویست و سی کیلومتر مربع است .

## نگارخانه

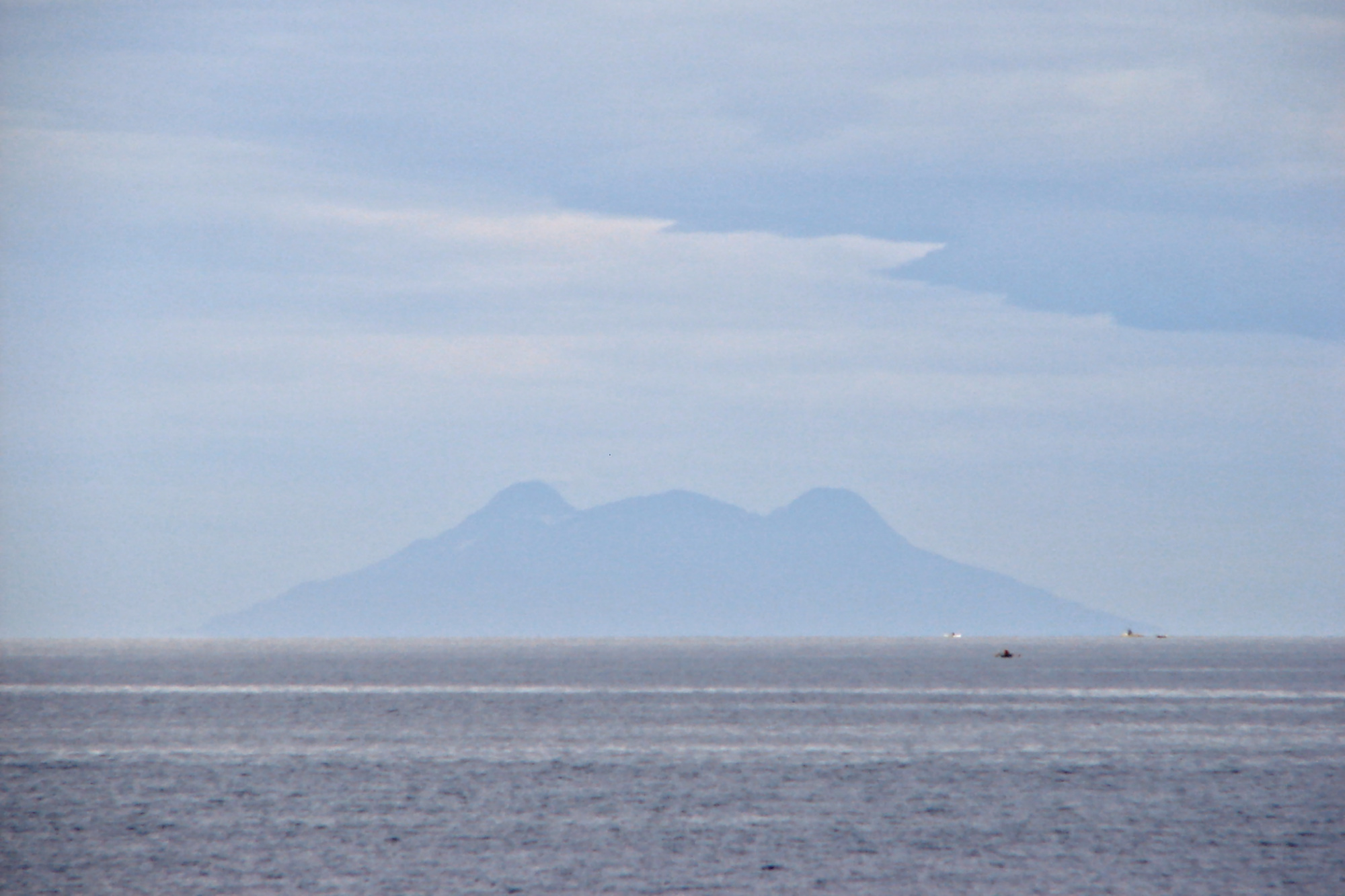
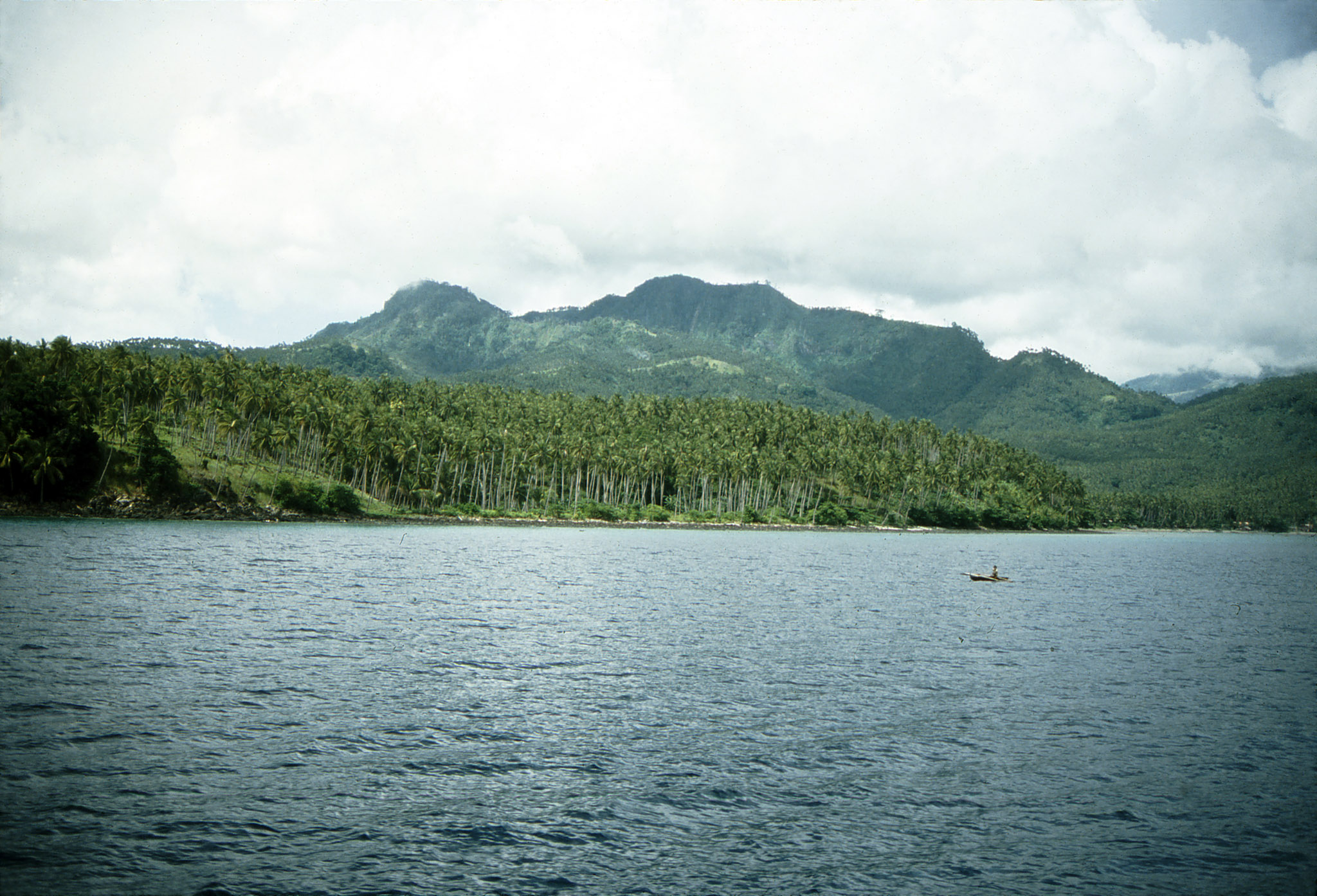
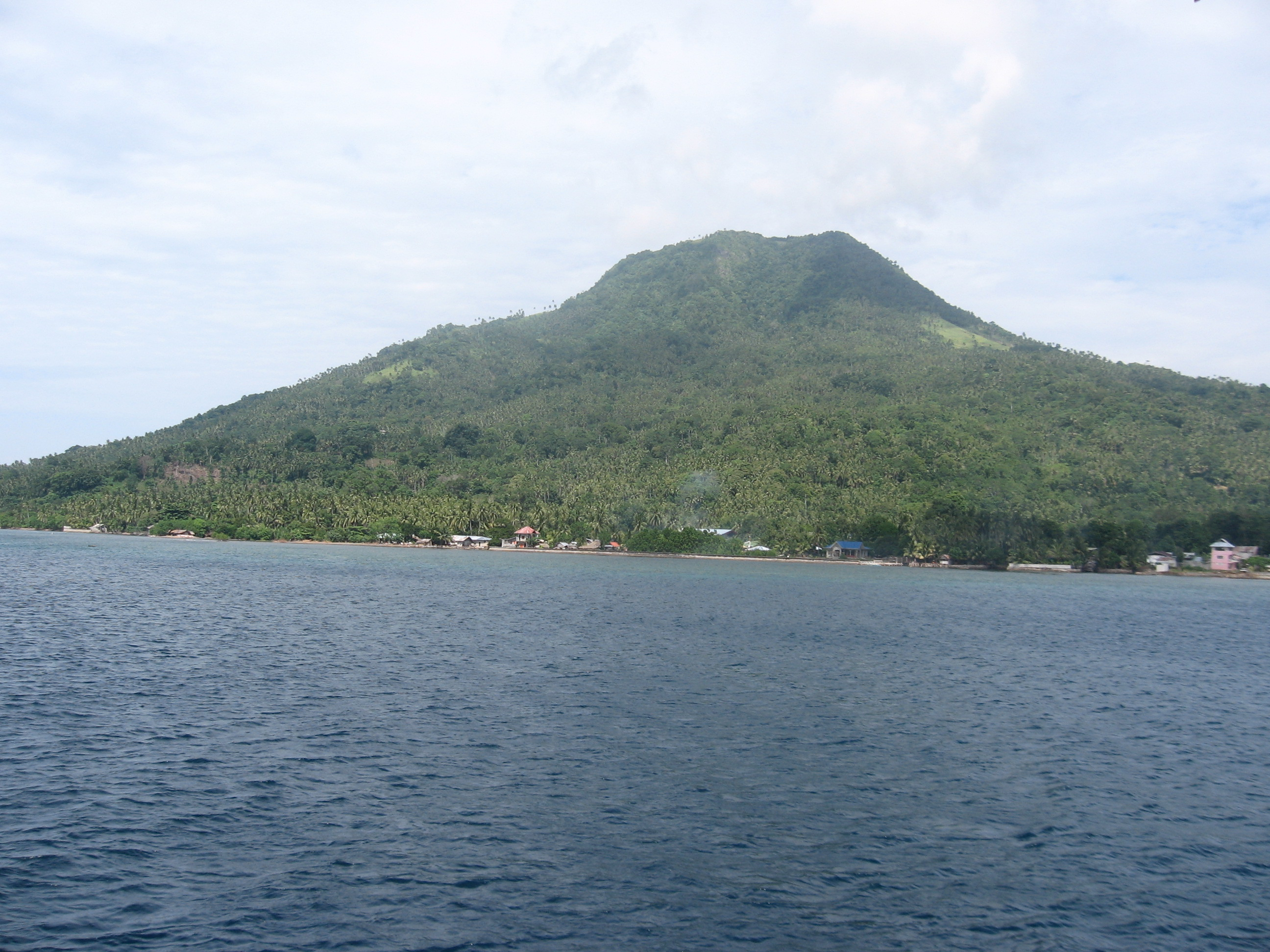